# Românași
Românași – wieś w Rumunii, w okręgu Sălaj, w gminie Românași. W 2011 roku liczyła 973 mieszkańców.